# Charles Thomas Kowal
Charles Thomas Kowal, ameriški astronom, * 8. november 1940, Buffalo, New York, Združene države Amerike, † 28. november 2011, Cinebar, Washington.

## Delo
Kowal je odkril dva Jupitrova naravna satelita: Ledo (leta 1974) in Temisto (leta 1975).
Odkril je tudi nenavaden asteroid oziroma komet 2060 Hiron v letu 1977, ki se ga prišteva med kentavre.
Razen Hirona je odkril ali je bil soodkritelj številnih asteroidov. Med najbolj pomembnimi so: 
- atonski asteroid 2340 Hator,
- apolonski asteroidi1981 Midas, 2063 Bakhus, 2102 Tantal in (5660) 1974 MA
- amorska asteroida (4596) 1981 QB in (4688) 1980WF
- trojanska asteroida 2241 Alkatus in 2594 Akamas.

Odkril je tudi mnogo supernov in galaksij.
Odkril je ali je bil soodkritelj mnogih kometov. Med najbolj znanimi so 99P/Kowal, 104P/Kowal, 134P/Kowal-Vavrova, 143P/Kowal-Mrkos, 158P/Kowal-LINEAR.

## Priznanja

### Nagrade
Nacionalna akademija znanosti ZDA mu je leta 1979 podelila medaljo Jamesa Craiga Watsona.